# Зундхаузен
Зундхаузен (нем. Sundhausen) — община в Германии, в земле Тюрингия. 
Входит в состав района Унструт-Хайних. Подчиняется управлению Бад Теннштедт.  Население составляет 387 человек (на 31 декабря 2010 года). Занимает площадь 8,06 км².